# Skolfrånvaro
Skolfrånvaro avser frånvaro från den obligatoriska undervisningen i skolan och betraktas globalt som en viktig indikator på både elevhälsa och skolans funktionssätt. Tillfällig frånvaro är i sig inte ovanlig och behöver inte vara problematisk, men återkommande eller långvarig frånvaro – särskilt utan giltig orsak – har visat sig hämma elevers akademiska, sociala och emotionella utveckling. Internationell forskning visar att elever med hög frånvaro löper ökad risk för låga studieresultat, skolavhopp, begränsade framtidsutsikter samt psykisk ohälsa och sociala svårigheter i vuxenlivet. Skolmyndigheter i flera länder betonar därför vikten av tidiga insatser, samverkan och systematiskt främjande av skolnärvaro.
I Sverige framhåller Skolverket vikten av att skolor arbetar systematiskt och förebyggande för att främja närvaro. Det omfattar bland annat god lärmiljö, tidiga insatser, tydliga rutiner, tillitsfulla relationer, och samverkan med vårdnadshavare och det omgivande samhället.

## Begrepp och distinktioner
I många engelskspråkiga länder används termen truancy för att beskriva avsiktlig och obehörig frånvaro utan godtagbar orsak, medan school absenteeism (sv: skolfrånvaro) är ett bredare begrepp som även inkluderar frånvaro med legitima skäl. 
Det förekommer flera överlappande eller skilda begrepp för att beskriva skolfrånvaro: Skolkare, hemmasittare och korridorsvandrare. Även begrepp som skolvägran, skolfobi, längre olovlig skolfrånvaro, problematisk skolfrånvaro, omfattande frånvaro och elever med långvarig och oroande frånvaro (ELOF) förekommer i litteratur, rapporter och forskning  Vissa forskare och yrkesverksamma ifrågasätter användningen av begrepp som ”hemmasittare” då det kan ge intryck av att det är barnet som är problemet, snarare än ett uttryck för brister i elevens omgivning eller stödstruktur. Även termen ”problematisk skolfrånvaro” anses av vissa vara för bred eller otymplig, då inte all frånvaro är problematisk i sig.
Frånvaro kan vidare delas in i extern frånvaro, när eleven inte befinner sig på skolområdet, och internt skolk, då eleven befinner sig i skolan men undviker undervisningen. I vissa fall har skolfrånvaro uppstått till följd av bristande tillsyn vid hemskolning, där föräldrar har hävdat att barnet får undervisning i hemmet trots att så inte sker. I bland annat USA har sådana barn registrerats som skolkande.

### Lokala definitioner i svenska skolor
En granskning av styrdokument från norrländska kommuner visar att samlingsbegreppet skolfrånvaro ofta definieras på varierande sätt. Vissa kommuner skiljer mellan olika typer av frånvaro, medan andra enbart fokuserar på ogiltig frånvaro. I många fall saknas en tydlig definition, vilket försvårar likvärdighet och samarbete arbete mellan skolor och huvudmän.

## Orsaker till skolfrånvaro och insatser
Frånvaromönster kan snabbt etableras som en vana, och blir ofta svåra att bryta om de inte uppmärksammas tidigt. Studier visar att tidiga insatser är upp till sex gånger mer effektiva än de som sätts in när frånvaron blivit långvarig. I många fall finns en initial utlösande faktor – en så kallad triggerpunkt – men ju längre frånvaron fortgår, desto fler samverkande skäl tenderar att tillkomma.
Flera olika motivationsmönster bakom skolfrånvaro har identifierats. Enligt en studie av Dube och Orpinas handlar det för vissa elever om att undvika social ångest eller prestationssituationer, för andra om att få uppmärksamhet från föräldrar eller dra nytta av att vara hemma. En tredje grupp saknar tydlig profil men har ändå hög frånvaro. Elever med flera överlappande orsaker har ofta också fler beteendeproblem och högre förekomst av trauma och mobbning. En svensk intervjustudie med skolpersonal och socialarbetare visar att orsakerna till skolfrånvaro ofta är komplexa och samverkande, där varken elevens personlighet eller diagnoser i sig anses vara orsaken, utan snarare brister i samspelet mellan elevens behov och skolans eller samhällets respons.
Det finns i nuläget ingen universell metod för att hantera skolfrånvaro, men flera modeller betonar vikten av att arbeta stegvis: att identifiera omfattande frånvaro, kartlägga bakomliggande orsaker, samverka med vårdnadshavare och erbjuda positiva förstärkningar. Samtidigt understryker forskare att långvarig frånvaro sällan är isolerad till skolan, utan ofta speglar bredare psykosociala och strukturella faktorer i elevens livssituation. I en svensk kontext och praktik betonas vikten av att tolka frånvaro i sitt sammanhang, där flera olika faktorer – såsom skolmiljö, relationer och elevens delaktighet – samspelar. I en svensk studie framhålls bland annat relationsskapande insatser, följeslagarstrategier där en vuxen följer barnet till skolan samt noggrann kartläggning av barnets hela livssituation som särskilt effektiva metoder. Flera yrkesverksamma betonar även vikten av tidiga insatser för att förhindra långvarig isolering och att eleven inte bör betraktas som ensam bärare av problemet, utan att arbetet bör ske tvärprofessionellt i elevens kontext.

## Systematiskt arbete för närvaro
Ett systematiskt närvarofrämjande arbete innefattar enligt svensk praxis kartläggning av orsaker till frånvaro, tydlig dokumentation, kontinuerlig uppföljning och anpassning av insatser. Rektorn har ansvar för att leda arbetet, medan all personal – inklusive elevhälsa, lärare och administratörer – förväntas bidra utifrån sin roll. Vikten av kontinuitet och ansvarsfördelning lyfts också fram i lokala styrdokument, där åtgärder inte bör fördröjas till dess frånvaron blivit långvarig. Det framhålls att skolans interna organisation – såsom tydlig rollfördelning, uppföljning och analys – har direkt betydelse för närvarofrämjande arbete.
Det förebyggande arbetet fokuserar också på trygghet, delaktighet och goda relationer mellan elever och mellan elever och vuxna. En god lärandemiljö med strukturerad undervisning och få håltimmar har visat sig främja såväl närvaro som motivation. Skolors handlingsplaner och styrdokument utgör en viktig grund för det praktiska arbetet med frånvaroproblematik. En studie från 2024 visar att det råder stora variationer mellan skolor och huvudmän i hur frånvaro definieras, vilka orsaker som lyfts fram, hur ansvar fördelas internt mellan skolledare, elevhälsa och undervisande personal och extern mot sociala och rättsvårdande myndigheter, samt vilket språkbruk och vilka rutiner som används. Denna variation benämns i studien som en systemisk splittring i det svenska skolsystemet, som försvårar ett systematiskt kvalitetsarbete och likvärdighet i stöd och insatser. I en annan studie lyfts samverkan mellan skola och socialtjänst som avgörande, men beskrivs som otillräcklig. Enligt denna intervjustudie råder det i praktiken ofta otydlighet kring ansvarsfördelning, vilket riskerar att insatser fördröjs eller uteblir, och att elever med hög frånvaro därmed faller mellan stolarna.

## Juridisk hantering i olika länder

### Tyskland
I Tyskland kan vårdnadshavare bötfällas med upp till 1 250 euro eller dömas till fängelse för att inte ha säkerställt sitt barns skolgång. Ungdomar från 14 års ålder kan hållas straffrättsligt ansvariga för egen skolfrånvaro.

### Finland
I Finland kan föräldrar bötfällas vid långvarig frånvaro, även om polis vanligtvis inte ingriper.

### Danmark
I Danmark har vissa kommuner infört ekonomiska sanktioner, exempelvis genom att tillfälligt dra in barnbidrag för familjer vars barn inte återvänder till skolan efter lov.

### Israel
I Israel arbetar särskilda närvarosamordnare (attendance officers) med att identifiera och stödja elever som riskerar att hoppa av skolan. Deras arbete sker i samverkan med utbildningsdepartementet och bygger på uppsökande verksamhet. En utvärdering från 2006–2016 visade att 38 procent av elever utan skolplacering återvände till undervisning och att nära 90 procent av de elever som befann sig i en riskzon kunde stanna kvar i skolan.